# Дебют (новела)
«Дебют» — новела українського письменника Михайла Коцюбинського, написана у 1909 році.
Вперше надрукована в журналі «Літературно-науковий вісник». Як відмічав, кажучи про новелу, автор: «Тема цікава. Це перший виступ на життєвій сцені, перша гра і разом з тим свідомість гри, і якась сила, що штовхає людину по похилості вниз, що не дає покинуть ролю, спинити гру, що каже розсівать наше «я» з повним завзяттям і всякими способами, як смітникові бур’яни своє насіння…'».

## Тема твору
У новелі відображено життя українського села та місця в ньому кожного з персонажів. Окрема увага приділена маніпуляції почуттями та емоціями діючих осіб. 

## Сюжет
Події, описані у новелі, розгортаються в економії, куди до господаря, пана Адама, приїжджає вчитель Віктор задля навчання його сина Стася.   
Віктора зустрічає господар, та біля дверей він також бачить його доньку, панну Анелю. Вона справляє на нього негативне враження та не подобається йому. Анеля разом із батьком веде господарство, в той час як мати, «мама Костуся», майже не виходить із своєї кімнати, розкладаючи пасьянс  задля отримання відповіді на питання щодо часу настання рівності між людьми. 
Пана Адама за його поведінку  сусіди вважають «апостолом» та зрештою з’ясовується, що за проступок він здатний побити людину, не звертаючись до законного вирішення ситуації. 
Зі свого боку, Анеля не звертає на Віктора уваги. Він починає з нею гру, намагаючись переконати її в своєму коханні. Минає час, гра заходить занадто далеко: Віктор, щоб привернути увагу Анелі імітує спробу самогубства. Оточуючі серйозно сприймають гру Віктора. Йому співчуває пан Адам, який втішає його та відвозить до міста. Проте невдовзі Віктор гуляє вулицями, насолоджуючись життям, не згадуючи про Анелю, яка в його свідомості щезла, наче тінь.